# هوراس ميتشيل مينر
هوراس ميتشيل مينر (بالإنجليزية: Horace Mitchell Miner)‏ هو أستاذ جامعي وعالم إنسان أمريكي، ولد في 26 مايو 1912 في سانت بول في الولايات المتحدة، وتوفي في 26 نوفمبر 1993 في آن آربر في الولايات المتحدة.